# ITU G.992.5
ITU G.992.5 o comunemente ADSL2+ è uno standard ITU. Questo standard estende la capacità dell'ADSL base raddoppiando il flusso di bit in download. La velocità di trasmissione può arrivare fino a 24 Mbit/s in download e 1,5 Mbit/s in upload e dipende dalla distanza tra il DSLAM e la sede dell'utente.